# Burhan Doğançay
Burhan Cahit Doğançay, né le 11 septembre 1929 à Constantinople et mort le 16 janvier 2013 dans la même ville, est un artiste turc.

## Biographie
Burhan Doğançay obtient sa formation artistique de son père Adil Doğançay et d'Arif Kaptan, deux célèbres peintres turcs. 
En 1950, il reçoit un diplôme en droit de l'Université d'Ankara. À l'Université de Paris, il obtient un doctorat en économie et assiste de 1950 à 1955 aux cours d'art à l'Académie de la Grande Chaumière. 
Après son retour en Turquie, il participe à de nombreuses expositions, y compris les expositions conjointes avec son père au "Club Art Lovers Ankara". Après une brève carrière au service diplomatique turc, Doğançay décide en 1964 de se consacrer entièrement à l'art et de faire de New York sa résidence permanente. 
Des années 1960 jusqu’à sa mort, l’artiste retourne fréquemment en Turquie où il fait plusieurs expositions. Voyageur urbain, Burhan Doğançay a parcouru les rues de nombreuses villes à travers le monde durant une période s’étendant sur près de 50 ans. Cependant, Doğançay vit et travaille également à Istanbul et à Bodrum, en Turquie.

## Contribution artistique
Doğançay est fasciné par les murs urbains et les choisit comme sujet. Il les voit comme le baromètre de notre société et témoin de l'écoulement du temps, reflétant les changements sociaux, politiques et économiques, souvent résistant à l'assaut des éléments et les marques laissées par les gens. La fascination est à l’origine de ses célèbres séries sur les murs, qui mêlent peinture, gravure, photographie et sculpture,.
Au cours de ses pérégrinations dans 114 pays, Doğançay a réuni depuis les années 1960 tout un corpus de motifs, de formes, de signes, de lettres et de symboles provenant des murs des villes, qu’il a également fixés sur la pellicule. C’est dans ce trésor qu’il puise constamment pour concevoir de nouvelles œuvres, tout en procédant de manière très traditionnelle. Suivant en cela les enseignements de son père, Doğançay commence par des dessins et des esquisses pour réaliser la composition imaginée, avant de la transformer en collage à l’aide de divers matériaux. La construction de l’œuvre s’effectue par étapes: l’artiste commence par peindre le mur sur toute la surface, puis colle par-dessus divers éléments et pulvérisation des inscriptions, bref, le défigure. C’est également sous ce rapport qu’il faut envisager les tableaux de cônes, véritables accumulations de coins d’affiches enroulées. Apparemment fortuites, les œuvres de Doğançay n’en sont pas moins des compositions minutieusement agencées, qui n’hésitent pas à mêler des souvenirs de plusieurs villes différentes et de leur société. En ce sens, elles tiennent de la fiction, et s’apparentent, avec justesse à une «sorte d’esperanto artistique».
Pendant les années 1970, Doğançay lance ce qu'il voit alors comme son projet secondaire : photographier les murs urbains partout dans le monde. L’artiste possède ainsi des archives monumentales contenant plus de 30.000 clichés de murs pris dans les quelque 114 pays qu’il a visités. Les murs des villes sont le reflet des évolutions de la société, et les témoins du temps qui passe, de sorte que, selon l’artiste, «on peut expliquer les aspects politiques, sociologiques ou autres d’une société» simplement en regardant ses murs.
Pendant les années 1970 et 1980, il est devenu fameux avec son interprétation de murs urbains dans sa série des rubans. Plus tard il fait des sculptures d'ombre en aluminium composite et des tapisseries d'Aubusson.

## Marché de l'Art
En novembre 2009, une des œuvres de Doğançay, «Mavi Senfoni» (Symphonie en bleu) a été adjugée à 1,7 million de dollars américains ce qui en fait le tableau le plus cher jamais vendu pour un artiste turc vivant.

## Œuvres et collections publiques (sélection)
Les œuvres de Burhan Doğançay sont représentées dans plus de 70 musées à travers le monde. En plus, Burhan Doğançay est le premier artiste turc auquel le Metropolitan Museum of Art à New York ait dédié une pièce au sein de sa collection permanente.
- 1964 : Billboard, New York, The Solomon R. Guggenheim Museum
- 1964 : Yankees and Beatles, London, Tate Modern
- 1965 : Eddie, Vienna, Albertina
- 1966 : Payn Window, Minneapolis, Walker Art Center
- 1969 : Walls V, New York, MoMA
- 1975 : White Cone & Shadow, Basel, Kunstmuseum
- 1977 : Sans titre, Paris, Centre Pompidou
- 1979 : Ribbons, London, British Museum
- 1980 : untitled, Bruxelles, Musées royaux des Beaux-Arts de Belgique
- 1982 : Ribbon Mania, New York, The Metropolitan Museum of Art
- 1987 : Magnificent Era, Istanbul, Istanbul Modern
- 1989 : Neruda, Stockholm, Moderna Museet
- 1989 : Versace Man, Los Angeles, Los Angeles County Museum
- 1997 : Garden of Eden, Munich, Pinakothek der Moderne
- 2008 : Peace Partners, Cleveland, Cleveland Museum of Art
- 2009 : Rising Star, Boston, Museum of Fine Arts

## Expositions (sélection)
- 1972 : New York : Pace Gallery. Printmakers at Pace
- 1976 : Istanbul : Gallery Baraz.
- 1977 : New York : The Solomon R. Guggenheim Museum. From the American Collection
- 1982 : Paris : Centre Georges Pompidou. Les murs murmurent, ils crient, ils chantent…
- 1983 : Montreal, Musée d'art contemporain
- 1983 : Antwerp, International Cultural Center
- 1987 : Istanbul : 1st International Istanbul Biennial
- 1989 : Tokyo : The Seibu Museum of Art–Yurakucho Art Forum.
- 1992 : St. Petersburg : The State Russian Museum. Walls and Doors 1990–91
- 1993 : Istanbul : Atatürk Cultural Center. Walls 1990–93
- 2000 : New York : The Brooklyn Historical Society. Bridge of Dreams.
- 2001 : Istanbul : Dolmabahçe Cultural Center. Dogançay : A Retrospective (Organized by Dr. Nejat F. Eczacıbaşı Foundation)
- 2001 : Athens, Ohio : Kennedy Museum of Art–Ohio University. Dogançay–Wall Paintings from the Museum Collection
- 2003 : Siegen : Siegerlandmuseum. Walls of the World
- 2006 : Fredonia, N.Y. : Rockefeller Arts Center Art Gallery. Connoisseurship
- 2009 : Salzburg : Museum der Moderne. SPOTLIGHT
- 2009 : Biel/Bienne : CentrePasquArt. Collage–Décollage : Dogançay–Villeglé
- 2009 : Berlin : Martin-Gropius-Bau. Istanbul Next Wave
- 2010 : London : British Museum. Modern Turkish Art at the British Museum
- 2012 : Istanbul : Istanbul Museum of Modern Art. Fifty Years of Urban Walls : A Burhan Dogancay Retrospective
- 2012 : Maastricht : Bonnefantenmuseum. Different Impressions, Changing Traditions
- 2013 : Boston : Museum of Fine Arts, Boston. Uncontainable Portraits
- 2013 : Doha : Bahrain National Museum. Istanbul Modern-Bahrain
- 2013 : Zurich : Museum Haus Konstruktiv. Hotspot Istanbul
- 2013 : Minneapolis : Weisman Art Museum. Reviewing The Real
- 2013 : Grenoble : Musée de Grenoble-Bibliothèque Teisseire-Malherbe. Les Mots dans l’Art
- 2013 : New York : The Metropolitan Museum of Art. Fifty Years of Collecting Islamic Art
- 2014 : Istanbul : Dogançay Museum. Picture the World : Burhan Dogançay as Photographer
- 2014 : Boston : Museum of Fine Arts. National Pride (and Prejudice)
- 2015 : Stockholm : Moderna Museet. A Larger World
- 2015 : Leverkusen : Museum Morsbroich. Eddie Murphy und die Milk-Brothers
- 2016 : Ankara : CER Modern. Picture the World : Burhan Dogançay as Photographer
- 2016 : Los Angeles : LACMA. Islamic Art Now, Part 2
- 2016 : Essen : Museum Folkwang. New to the collection : Burhan Dogancay
- 2017 : Vienne : Albertina. Burhan Dogançay
- 2018 : Leverkusen : Museum Morsbroich. Zeichen an der Wand
- 2019 : Wolfsburg: Kunstmuseum Wolfsburg. Now is the Time
- 2019 : Geneva: MAMCO Musée d'art moderne et contemporain. Collection(s)
- 2020 : London: Tate Modern. Materials and Objects: Collage
- 2021 : London: British Museum. Reflections: Contemporary Art of the Middle East and North Africa
- 2021 : Zurich: Museum Haus Konstruktiv. Works on Paper from the Collection

## Dogançay Museum
En 2004 le Dogançay Museum a été inauguré dans le quartier Beyoglu à Istanbul. Exclusivement consacré à l'œuvre de Burhan Dogançay et, dans une moindre mesure aussi à l'art de son père, Adil, le Musée Doğançay (en) fournit une étude rétrospective de l'artiste. Lors de son ouverture à Istanbul, le Dogançay Museum est considéré comme le premier musée d'art contemporain en Turquie.